# 佐藤光夫 (陶芸家)
佐藤 光夫（さとう みつお、1950年 - ）は徳島県生まれの日本の陶芸家。

## 人物
地元徳島県の藍茎を灰にし、研究を重ね独自の製法で媒溶原料に用いている。藍染とは異なり、佐藤光夫の焼物の場合は釉薬の調合から生まれる。藍が持つ美しい色彩、土と造形、そして釉薬が一体と成る作品を目指し日々研鑽を重ねている。この釉薬を造り出せるのは、世界中を探しても、おそらく彼だけであるといわれている。

## 陶歴
- 新匠工芸展入選
- 日本陶芸展入選
- 県芸術祭優秀賞受賞
- 中日国際陶芸展入選
- 日本新工芸展入選
- 日本新工芸家連盟四国会展奨励賞受賞
- 日本伝統工芸展入選